# Can Bossoga
Can Bossoga és una masia situada al municipi de la Vall de Bianya, a la comarca catalana de la Garrotxa.